# Giovanni Antonio Rocco
Giovanni Antonio Rocco noto anche semplicemente come Antonio (Cercemaggiore, 28 aprile 1913 – Legnano, 16 luglio 2003) è stato un religioso italiano dell'ordine dei padri somaschi, ricordato in particolare per essere stato il fondatore della congregazione Oblate della Mater Orphanorum e dell'omonimo santuario presso la città di Legnano (MI).

## Biografia
Padre Giovanni Antonio Rocco nacque a Cercemaggiore, in provincia di Campobasso, il 28 aprile 1913, figlio di Gianvincenzo e di sua moglie, Carmela Cantarini. Dopo gli studi elementari nel paese d'origine, decise di intraprendere la vocazione religiosa nell'ordine dei padri somaschi, entrando nel 1923 nel probandato della congregazione a Velletri, studiando poi a Roma e a Milano dove compì gli studi del liceo.
Nel settembre del 1928 entrò nel noviziato somasco a Roma, emettendo la professione semplice l'anno successivo. Dal 1929 al 1935 studiò al seminario di Genova, trasferendosi poi nuovamente a Roma per emettere la professione solenne. Nel luglio di quello stesso anno, presso il seminario di Como, sostenne l'esame per il baccalaureato in teologia. Sempre a Como, il 26 luglio 1936, venne consacrato sacerdote nella basilica del Santissimo Crocifisso dal vescovo somasco mons. Alessandro Macchi.
Al seguito di padre Giovanni Ceriani, padre generale della congregazione somasca, nel settembre del 1936 fu tra i primi sacerdoti ad insediarsi nel neonato studentato istituito a Corbetta (nel milanese) presso Palazzo Brentano dove l'anno successivo, con particolare dispensa di papa Pio XII in virtù della sua giovane età, ottenne di essere nominato maestro dei chierici del secondo noviziato. Nel novembre del 1940 si laureò in filosofia all'Università Cattolica di Milano, dedicandosi quindi all'insegnamento presso l'istituto di Corbetta al fianco di altri personaggi che diverranno punti di riferimento nella congregazione somasca come padre Giovanni Ferro (futuro arcivescovo di Reggio Calabria) e padre Giovanni Battista Pigato, poeta di carmi latini. In quegli anni fu particolarmente vicino oltre che alla figura di San Girolamo Emiliani e di San Luigi Maria Grignion de Montfort per la cura e l'istruzione dei giovani, anche a quella della Madonna venerata nel santuario locale, assistendo il rettore mons. Giovanni Milani nella cura della pastorale. Verso la metà del secondo conflitto mondiale fece voto solenne che se la città di Corbetta fosse stata risparmiata dai bombardamenti, avrebbe proceduto egli stesso a donare la decorazione per i monumentali finestroni della cappella della Vergine nel santuario superiore, cosa che fece a partire dal 1950. Parallelamente, nel santuario stesso, ebbe la vocazione a intraprendere un'impresa che segnerà il resto della sua esistenza, ovvero la creazione di un istituto per gli orfani, i poveri, i malati e gli anziani.
La prima struttura per questo scopo sorse nella vicina frazione del comune di Cuggiono, Castelletto, dove padre Rocco prese in affitto una casa d'abitazione e vi eresse l'8 settembre 1945 l'istituto benefico della "Mater Orphanorum", col beneplacito sia del padre generale dei somaschi sia dell'arcivescovo di Milano, il cardinale Alfredo Ildefonso Schuster. Nella sua opera di carità venne affiancato da due giovani suore oblate di Robecco sul Naviglio, suor Rosetta Pastori e suor Mariuccia Tonetti. Presso il piccolo istituto cuggionese, padre Antonio Rocco accolse un primo gruppo di ragazzine rimaste orfane di guerra.
Nel 1951, l'opera di padre Rocco aveva ormai raggiunto un notevole consenso su tutto il territorio e per questo motivo, con la munificenza di alcuni donatori privati, venne costruito nella vicina città di Legnano il Santuario della Vergine degli orfani. La prima pietra del complesso venne posta in sede il 26 settembre 1954 e fu quella la prima chiesa in Italia dedicata alla Madonna protettrice degli orfani. Nel 1955, il tempio venne consacrato dall'allora cardinale Giovanni Battista Montini (futuro papa Paolo VI), il quale incoraggiò padre Rocco a continuare la sua opera con spirito missionario. Nel 1961 il suo comune di nascita lo insignì della medaglia d'oro come cittadino benemerito.
Il 18 aprile 1967, la congregazione delle Oblate della Mater Orphanorum venne ufficialmente riconosciuta come società di vita comune dal cardinale Giovanni Colombo, arcivescovo di Milano. Nel giro di pochi anni l'istituto aprì proprie sedi in Guatemala, in El Salvador, in Colombia, in Cameroun ed in Angola.
Padre Antonio Rocco rimase alla guida dell'istituzione sino alla sua morte, avvenuta a Legnano il 16 luglio 2003. Le sue spoglie vennero sepolte nel Santuario della Beata Vergine madre degli orfani di Legnano da lui fatto edificare. Il 26 luglio 2008 il comune di Cercepiccola gli ha dedicato una via.

## Opere
- Direttorio formativo della Congregazione delle Oblate
- La suora oblata della Madonna degli orfani
- Il Santuario Arcivescovile della Madonna dei miracoli di Corbetta in provincia di Milano
- Un fiore per l'anno Mariano
- Maria. Madre della Chiesa vita dell'Anima
- La Spiritualità delle Oblate della Mater Orphanorum, 1945-1994